# Neder-Silezisch voetbalkampioenschap 1907/08
In 1907/08 werd het tweede Neder-Silezisch voetbalkampioenschap gespeeld, dat georganiseerd werd door de Zuidoost-Duitse voetbalbond.
ATV Liegnitz werd kampioen en plaatste zich voor de Zuidoost-Duitse eindronde. De club werd meteen uitgeschakeld door Preußen Kattowitz

## Bezirksklasse
| Plaats | Club                    | Wed. | W | G | V | Ptn  |
| ------ | ----------------------- | ---- | - | - | - | ---- |
| 1.     | ATV Liegnitz            | 6    | 6 | 0 | 0 | 12:0 |
| 2.     | FC Blitz 03 Liegnitz    | 6    | 3 | 0 | 3 | 6:6  |
| 3.     | FC Viktoria 06 Liegnitz | 6    | 3 | 0 | 3 | 6:6  |
| 4.     | SC Germania Liegnitz    | 6    | 0 | 0 | 6 | 0:12 |

|  | Kampioen |